# Salem (Missouri)
Pour les articles homonymes, voir Salem.
La ville de Salem est le siège du comté de Dent, situé dans l'État du Missouri, aux États-Unis.  Lors du recensement de 2010, elle comptait 1 950 habitants.